# Bárbara de Oliveira
Bárbara Farias de Oliveira (Osasco, 12 de março de 1991) é uma atleta brasileira. Integrou a delegação que disputou os Jogos Pan-Americanos de 2011, em Guadalajara, no México, onde conquistou a medalha de prata com o revezamento 4x400 metros ao lado de Geisa Coutinho, Joelma Sousa e Jailma de Lima.